# Špela Pretnar
Pour les articles homonymes, voir Pretnar.
Špela Pretnar, née le 5 mars 1973 à Bled, était une skieuse alpine slovène.

## Palmarès

### Coupe du monde
- Meilleur classement au Général : 7e en 1995 et 2000.
- Vainqueur du classement du Slalom en 2000.
- 6 succès en course (5 en Slalom, 1 en Slalom géant)
- 13 Podiums

#### Saison par saison
- Coupe du monde 1995 :
  - Slalom géant : 1 victoire (Bormio (Italie))
- Coupe du monde 1999 :
  - Slalom : 1 victoire (Aare (Suède))
- Coupe du monde 2000 :
  - Slalom : 4 victoires (Copper Mountain (États-Unis), Berchtesgaden (Allemagne), Santa Caterina (Italie), Aare (Suède))

### Arlberg-Kandahar
- Meilleur résultat : 11e place dans le combiné 1993-94 à Sankt Anton